# Luc Gnacadja

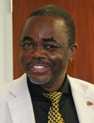
Luc Gnacadja 2009

Luc-Marie Constant Gnacadja (geboren 19. Oktober 1958) ist ein beninischer Politiker und Architekt.
Von Juni 1999 bis Februar 2005 war er in der Regierung des Präsidenten Mathieu Kérékou Minister für Umwelt, Wohnungswesen und Stadtentwicklung. 2006 war er Präsidentschaftskandidat der Envol-Bewegung und erreichte mit 0,68 % der Stimmen den 11. Platz. Im März 2003 verlieh ihm die Weltbank den Green Award des Jahres 2002. Gnacadja hatte den Vorsitz einer Vielzahl von internationalen Ministerkonferenzen, Treffen und Workshops in den Bereichen Umwelt, Städtebau, Regionalplanung und nachhaltige Entwicklung inne, darunter der afrikanischen Umweltministerkonferenz und der Kommission für nachhaltige Entwicklung. Weiterhin diente er als Anführer der Delegation der Vertragsstaatenkonferenz von Klimarahmenkonvention und Biodiversitätskonvention.
Im September 2007 wurde Gnacadja zum Exekutivsekretär des Sekretariats des Übereinkommens der Vereinten Nationen zur Bekämpfung der Wüstenbildung (UNCCD) berufen. Er trat das Amt zum 1. Oktober 2007 an.
Luc Gnacadja ist Mitglied des World Future Councils.